# 呼伦贝尔草原

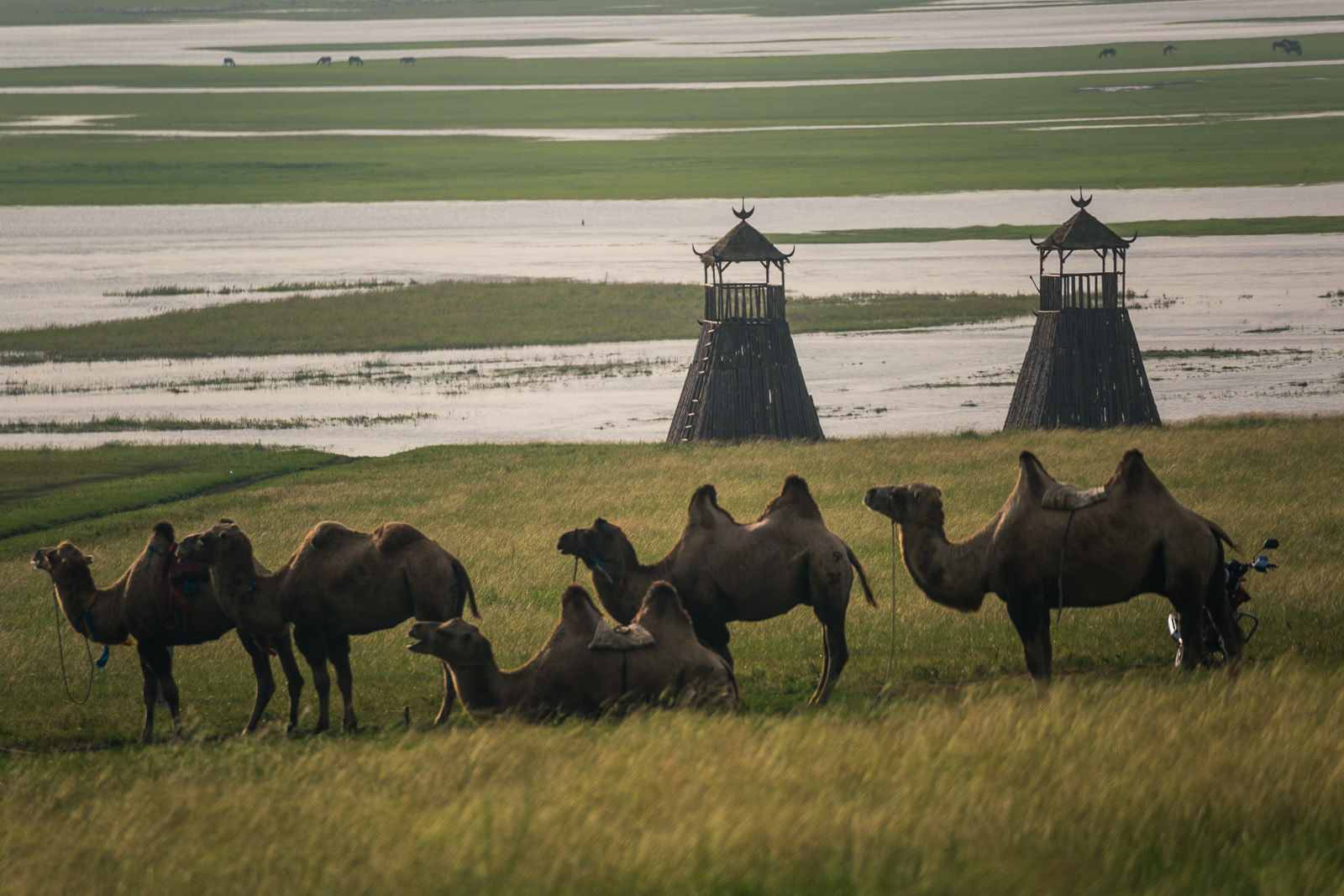
呼伦贝尔大草原

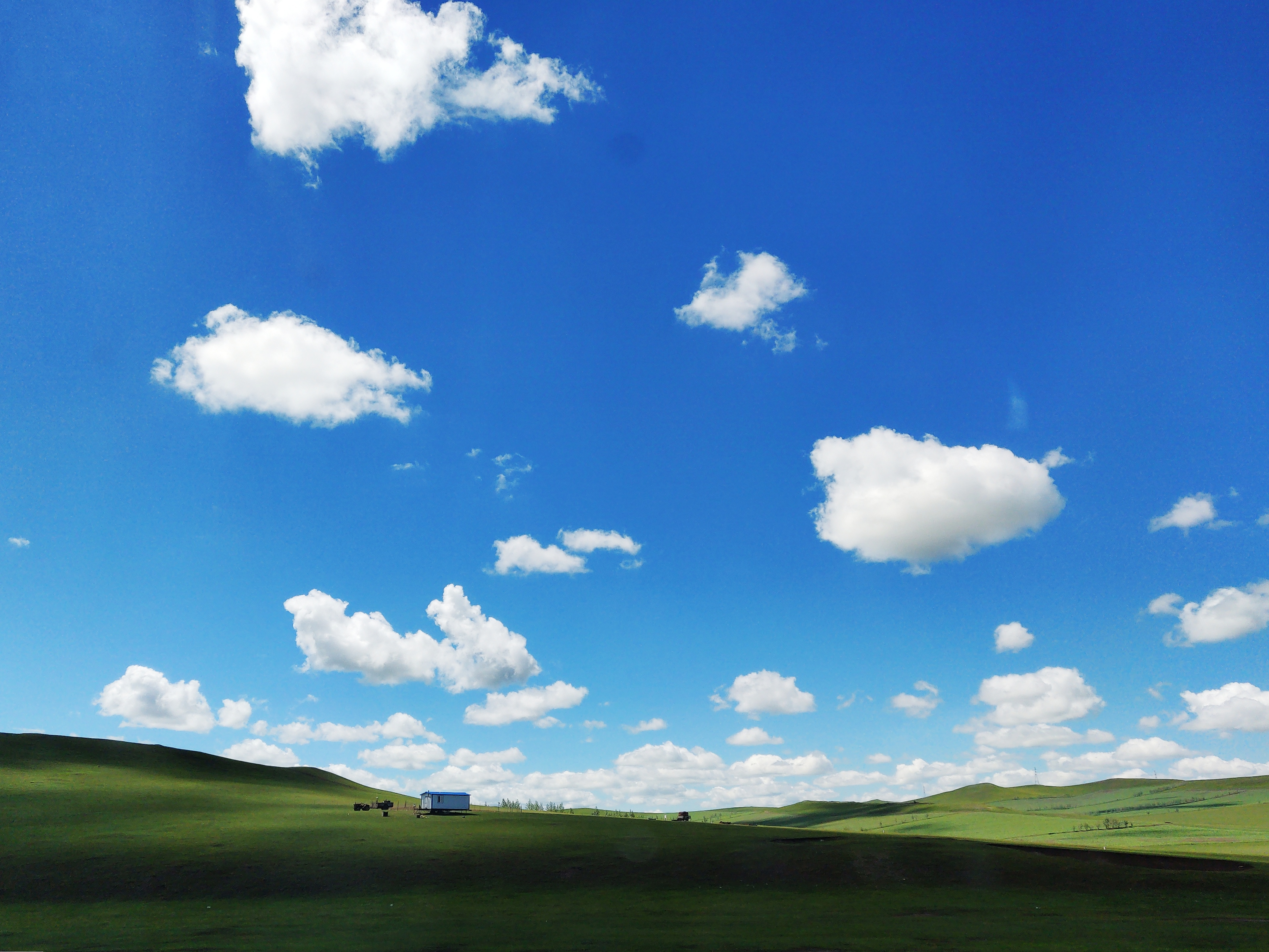
呼伦贝尔大草原

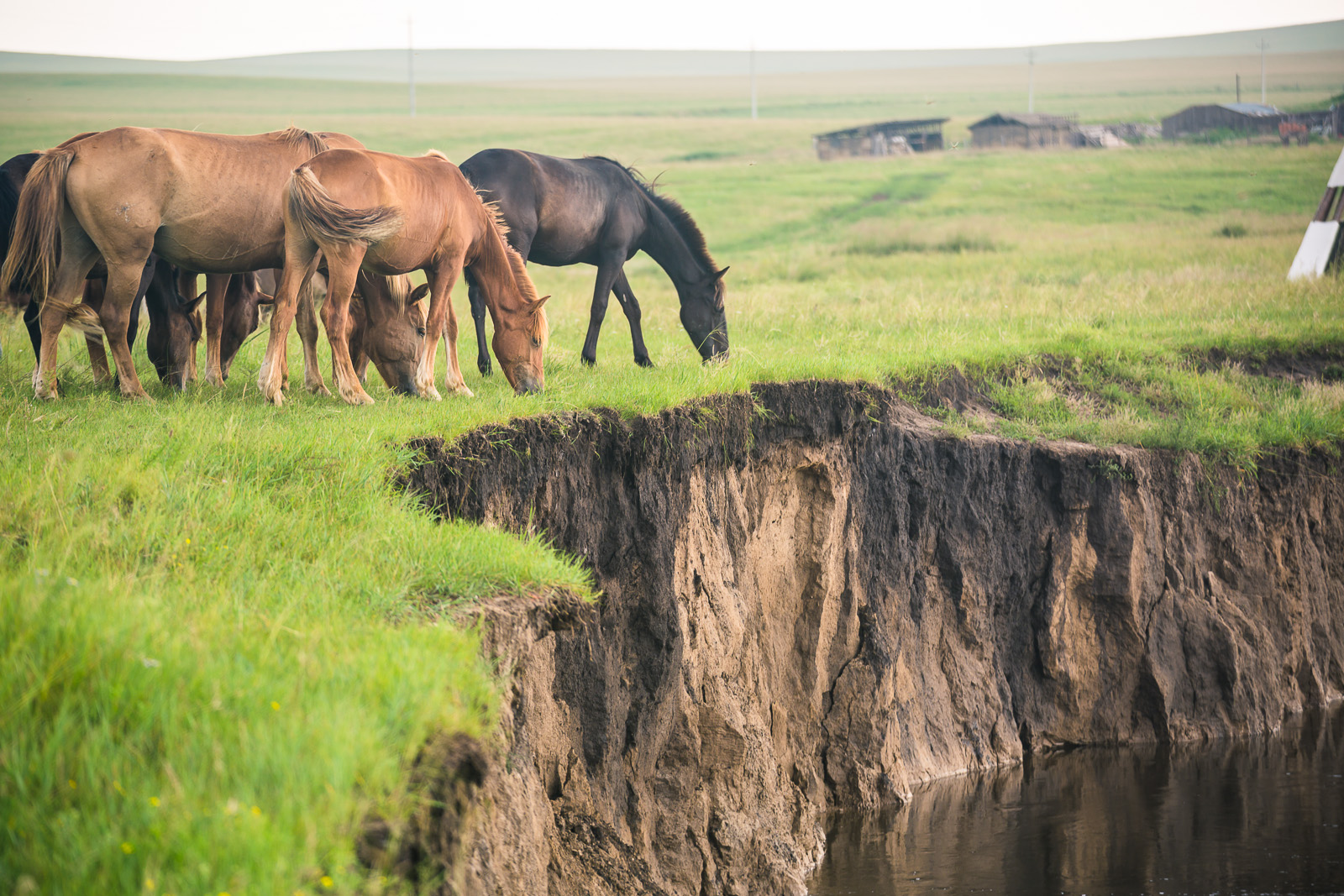
呼伦贝尔大草原

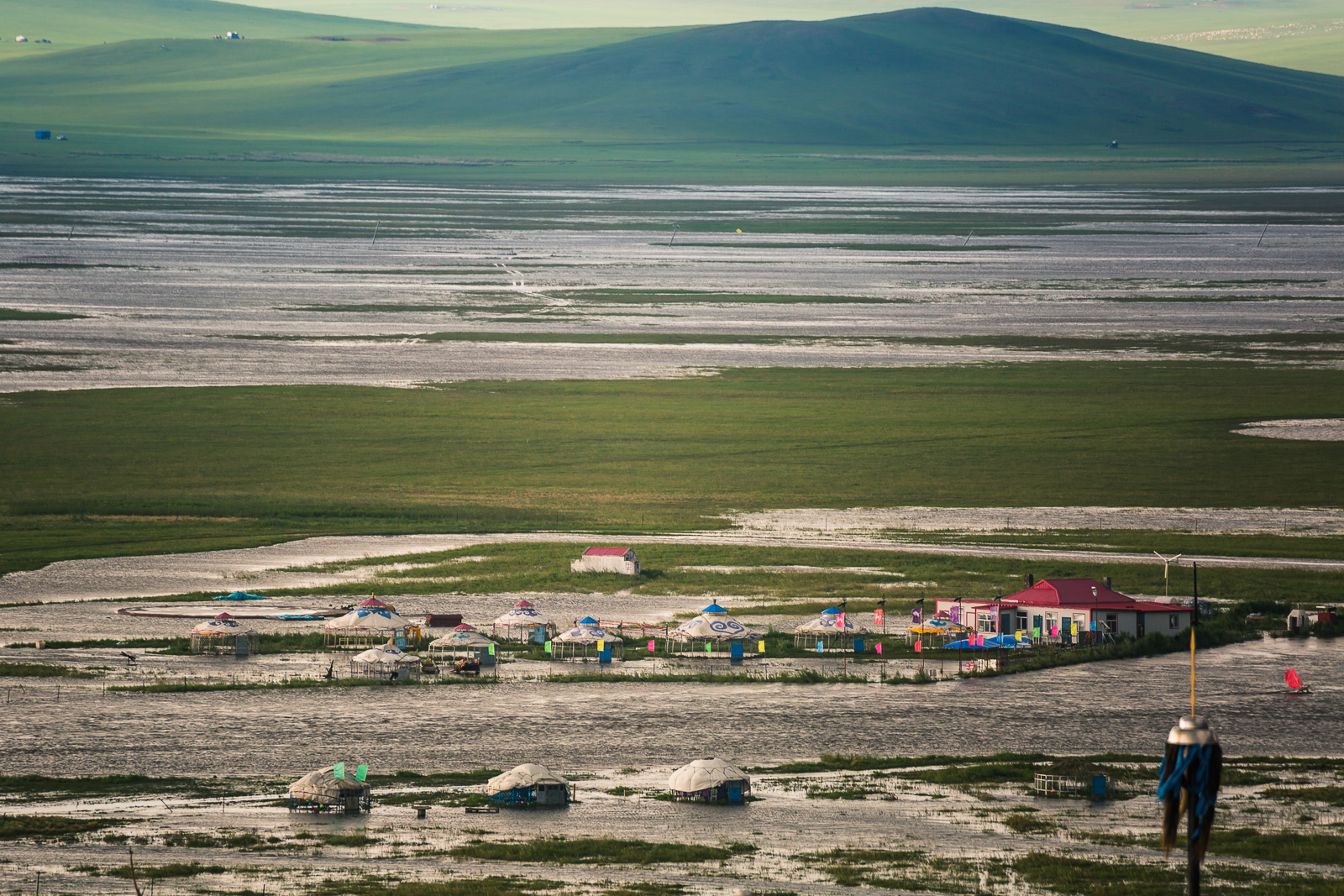
積水

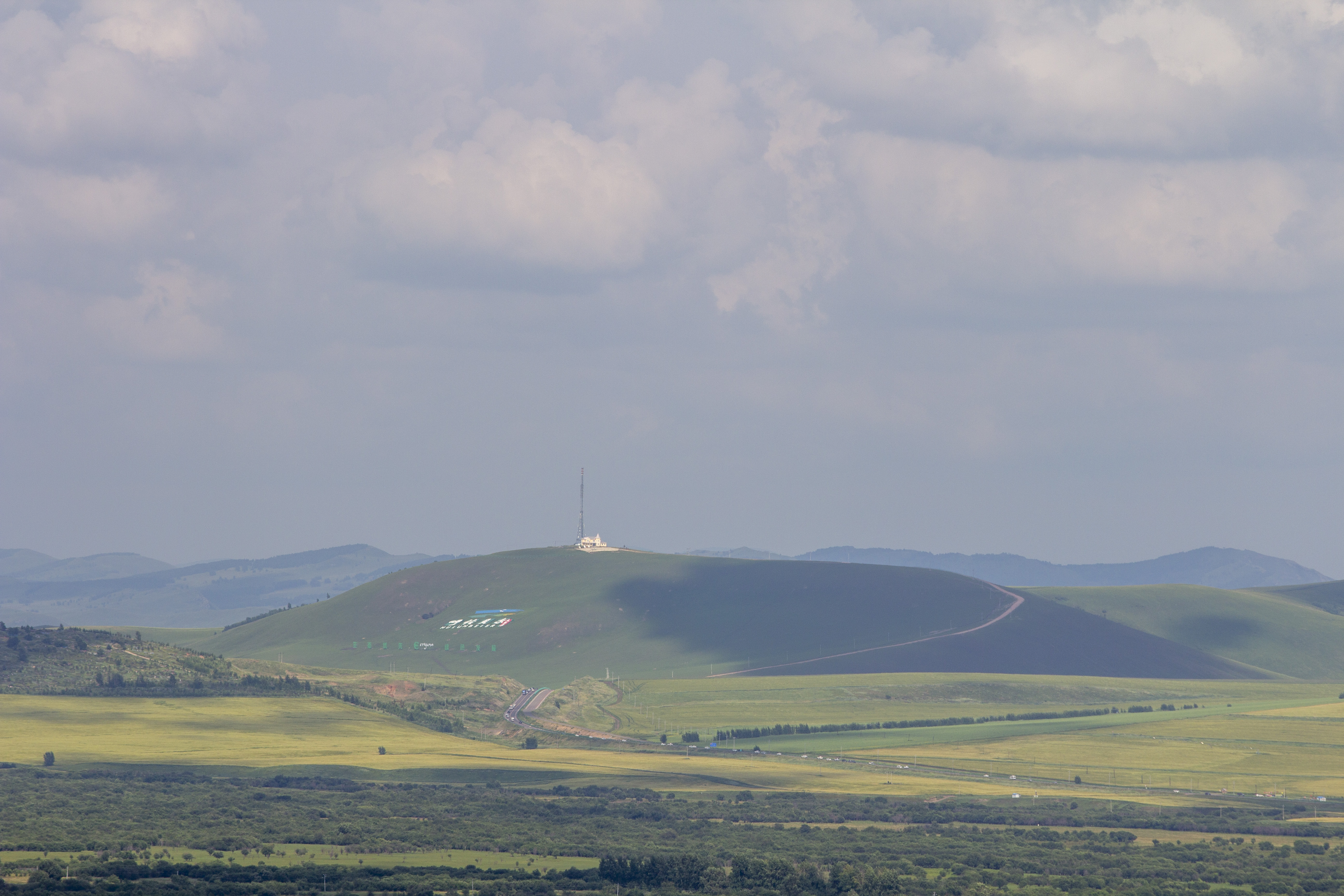
“生态优先 绿色发展”标语

呼伦贝尔草原，蒙古高原草原-內蒙古草原-东北草原的一部份，位于中国内蒙古自治区呼伦贝尔市的天然草场，主要的区域覆盖陈巴尔虎旗、新巴尔虎左旗、新巴尔虎右旗以及鄂温克族自治旗。
由呼伦湖及贝尔湖得名，是蒙古族的发源地之一。